# Bithynia canyamelensis
Bithynia canyamelensis és una espècie de mol·lusc gastròpode de la família Bithyniidae endèmic de l'illa de Mallorca.